# Râul Pietroasa, Jiu
Râul Pietroasa este un curs de apă, afluent al râului Jiu. 